# Kościół Gustawa Adolfa w Sztokholmie
Kościół Gustawa Adolfa w Sztokholmie (szw. Gustaf Adolfskyrkan) – kościół parafialny Kościoła Szwecji (wyznania ewangelicko-luterańskiego), w parafii Oscars församling. Jest położony przy ul. Wittstocksgatan 22, w sztokholmskiej dzielnicy Östermalm, w parku Gustaf Adolfsparken. Nosi wezwanie króla Gustawa II Adolfa, bohatera wojny trzydziestoletniej.
Kościół ma status zabytku sakralnego według rozdz. 4 Kulturminneslagen (pol. Prawo o pamiątkach kultury) ponieważ został wzniesiony do końca 1939 (3 §).

## Historia
Kościół Gustawa Adolfa został przez zaprojektowany Carla Möllera i wzniesiony w latach 1880-1892 jako kościół garnizonowy dla pobliskiego garnizonu królewskiej gwardii przybocznej Svea. Został konsekrowany przez biskupa Gottfrida Billinga 6 listopada 1892, dokładnie w 260. rocznicę śmierci swego patrona, w obecności m.in. króla Oskara II.
Architekt Carl Möller (1857–1933) był również autorem projektu kościoła św. Jana, wzniesionego w latach 1883–1890. Podobnie jak on, również kościół Gustawa Adolfa został wybudowany z cegły, w stylu neogotyckim, choć w mniejszej skali.
W 1928 Kościół Gustawa Adolfa przestał pełnić funkcję kościoła garnizonowego. Sztandary garnizonu, zawieszone pod sklepieniem, zostały usunięte.
W 1932 miała miejsce renowacja dachu, okien i dekoracji malarskiej wewnątrz świątyni; zainstalowano oświetlenie elektryczne.
W 1944 zmieniono usytuowanie ławek w kościele tworząc środkowe przejście oraz zainstalowano nowe organy.
W 1950 miała miejsce zewnętrzna renowacja świątyni oraz zakrystii.
W 1964 roku Kościół Gustawa Adolfa został kupiony przez parafię Oscars församling.
W latach 1965–68 pokryto hełm wieży blachą miedzianą i przeprowadzono pod nadzorem architektów Björna Linna i Erika Heleniusa renowację wnętrz kościoła (malowidła, nowe organy, wzmocnienie empory, położenie linoleum na posadzce, wymiana armatury).
W 1968 powtórnie konsekrowano kościół.
W 1992 pomalowano na nowo wnętrze kościoła oraz oczyszczono drewniane elementy jego wystroju.
W 1999 kościół otrzymał nowy ołtarz w nawie bocznej i nową chrzcielnicę z czarą wykonaną ze szkła. Zmodernizowano zakrystię.
Od września 2006 przeniesiono główne nabożeństwa do kościoła Oskara pozostawiając tylko funkcje ceremonialne, które już od pewnego czasu były w kościele sprawowane.

## Architektura

### Wygląd zewnętrzny
Kościół Gustawa Adolfa jest budowlą trójnawową, bazylikową, orientowaną na osi wschód-zachód. Wzniesiony został na planie asymetrycznym przez co przypomina nieco angielskie kościoły neogotyckie. Z lewej strony fasady, na przedłożeniu nawy bocznej wzniesiono na kwadratowej podstawie wieżę, zakończoną szpiczastym hełmem, pokrytym miedzianą blachą i zwieńczonym pozłacanym kogutem. Wokół hełmu są rozmieszczone cztery narożne pinakle, zwieńczone złoconymi detalami. Na wieży znajdują się dwa dzwony, odlane przez firmę Backman & Co w 1893.
W wieży znajduje się uskokowy portal. Umieszczono nad nim rzeźbę św. Jerzego walczącego ze smokiem a nad nią relief upamiętniający rok śmierci króla Gustawa II Adolfa (1632). Przed portalem są szerokie granitowe schody.
W oknach kościoła są witraże.
Fasada kościoła jest wykonana z czerwonej, maszynowej cegły i jest oparta na podmurówce z granitowych bloków. Dekoracje fasady są wykonane z wapienia. Jej głównym akcentem jest ogromne okno rozetowe.
Prezbiterium od strony wschodniej jest prosto zamknięte, niższe i węższe niż nawa główna świątyni, od strony południowo-zachodniej znajduje się mała zbrojownia ozdobiona freskami al secco. Znajduje się w niej popiersie króla Gustawa II Adolfa i inskrypcja upamiętniająca konsekrację kościoła ”Denna kyrka bygdes under Konung Oscar II 20 regeringsår 1892” (”Ten kościół wzniesiono w 1892 roku, 20. roku panowania króla Oskara II”).
Dach kościoła pokryty jest łupkiem.

### Wystrój wewnętrzny
Sklepienie świątyni jest wydłużone, kolebkowe, wykończone drewnem.

#### Ołtarz główny
Ołtarz w stylu neogotyckim zajmuje całą szerokość prezbiterium. Został wykonany z drewna sosnowego i dekorowany złoconymi detalami. W środku umieszczone jest tabernakulum a nad nim krzyż. Ołtarz oddziela od reszty prezbiterium półkolista, drewniana balustrada. Taka sama balustrada dzieli prezbiterium od nawy głównej kościoła. Z lewej strony znajduje się niewielka ambona. W lewej ścianie prezbiterium umieszczono niewielka emporę, być może przeznaczoną pierwotnie dla króla.

#### Organy
Organy kościelne, 22-głosowe, wykonała firma Åkerman & Lund w 1968. Znajdują się one na emporze chórowej, posiadającej, podobnie jak ołtarz, wystrój z drewna sosnowego. Pierwotnie emporę wykorzystywał garnizonowy chór muzyczny.